# Меняемся воротами
«Меняемся воротами» (англ. Switching Goals) — семейный телевизионный фильм производства США с близнецами Олсен в главных ролях.

## Сюжет
Эмма и Сэм Стэнтон — 13-летние близнецы. Но перепутать их почти невозможно. Эмма самая модная девчонка в округе, но не выносит спорт. А Сэм обожает спорт, но ничего не смыслит в моде. Их мама, Дениз Стэнтон, считает, что Сэм способна на большее, чем спорт, а Эмме нужно увлекаться не только модой. После того, как футбольная лига стала смешанной, Дениз просит Джерри включить Эмму в свою команду раньше,  чем Сэм. Джерри включил Эмму в свою команду и хотел включить и Сэм, но его опередил другой тренер. На его тренировках игроки едят пиццу. Такие тренировки Сэм совсем не по душе. Эмма плохо играет в футбол и предлагает Сэм поменяться командами. Сёстры сказали папе, что для них это очень важно, и Джерри разрешил девочкам поменяться местами в командах. Сэм и Эмма договорились ничего не говорить маме. Итак, Эмма играет за "Ястребов", а Сэм за "Ураган". И всё шло гладко, пока Дениз не приехала на одну из тренировок...

## В ролях
| Актёр            | Роль                  |
| ---------------- | --------------------- |
| Мэри-Кейт Олсен  | Саманта «Сэм» Стэнтон |
| Эшли Олсен       | Эмма Стэнтон          |
| Эрик Лютес       | Джерри Стэнтон        |
| Кэтрин Гринвуд   | Дениз Стэнтон         |
| Артур Мартиросян | Хельмет Хэд           |
| Джо Грифази      | Дейв                  |
| Тед Атертон      | Митч                  |
| Тревор Блумас    | Грег Джеффрис         |
| Джейк Леду       | Ричи                  |